# فهرست ادویه
آنقوزه
- آویشن
- انیسون
- بادیان
- برگ بو
- پاپریکا
- تخم شنبلیله
- تخم شوید
- تخم گشنیز
- تمر هندی
- گردوی بویا
- جوز هندی
- خردل (Mustard)
- خسرودار
- دارچین
- رازیانه
- زردچوبه
- زعفران
- زنجبیل
- زیره
  - زیره سبز (Cumin)
  - زیره سیاه (Caraway)
- زینیان
- سماق
- سیاه دانه
- فلفل بهار
- فلفل سفید
- فلفل سیاه
- فلفل قرمز (Chili pepper)
- کاری (Curry)
- کنجد
- گارام ماسالا
- گلپر (به زبان آلمانی Wegerich و به زبان انگلیسی Plantago یا Plantain)
- گلرنگ/گل‌رنگ/گل رنگ
- گل محمدی
- میخک (ادویه) (Clove)
- نمک طعام
  - نمک خوراکی
- واسابی
- وانیلا
- هل(Elettaria cardamomum)
  - هل سبز
  - هل سفید
  - هل سیاه

## سبزی‌های معطر
- ترخون
- تره
- جعفری
- ریحان
- سنبل هندی
- سیر
- شنبلیله
- شوید (شِبـِت)
- گشنیز
- لیمو عمانی
- مرزه
- موسیر
- نعناع (Mint)
- رزماری